# مامادو ديالو (لاعب كرة قدم مواليد 1997)
مامادو ديالو هو لاعب كرة قدم غيني، ولد في 31 أكتوبر 1997 في كوناكري في غينيا. لعب مع FC Energetik-BGU Minsk ‏.